# Tai-Ping Liu
Tai-Ping Liu (em chinês:  劉太平; 18 de novembro de 1945) é um matemático taiwanês, especialista em equações diferenciais parciais.
Liu obteve o grau de bacharel em matemática em 1968 na Universidade Nacional de Taiwan, um mestrado em 1970 na Universidade do Estado do Oregon e um PhD em 1973 na Universidade de Michigan, orientado por Joel Smoller, com a tese Riemann problem for general 2 × 2 systems of conservation laws. Foi depois professor na Universidade de Maryland, a partir de 1988 na Universidade de Nova Iorque e a partir de 1990 na Universidade Stanford, onde aposentou-se. É desde 2000 Distinguished Research Fellow na Academia Sinica. Foi eleito fellow da American Mathematical Society em 2012.
Em 1998 apresentou a DiPerna lecture. Em 1992 tornou-se membro da Academia Sinica. Foi palestrante convidado do Congresso Internacional de Matemáticos em Pequim (2002: Shock Waves).

## Publicações selecionadas
- Hyperbolic and viscous conservation laws, CBMS Regional Conference, SIAM 2000 doi:10.1137/1.9780898719420
- Admissible solutions of hyperbolic conservation laws, Memoirs AMS, No. 240, 1981.
- Nonlinear stability of shock waves for viscous conservation laws, Memoirs AMS, No. 328, 1985
- com Y. Zeng: Large-time Behavior of Solutions of General Quasilinear Hyperbolic-Parabolic Systems of Conservation Laws, Memoirs AMS, No. 599, 1997
- editor com Heinrich Freistühler e Anders Szepessy: Advances in the theory of shock waves, Birkhäuser 2001